# ملکه اداره
ملکه اداره (انگلیسی: The Queen of Office؛‏ کره‌ای: 직장의 신) یک مجموعه تلویزیونی محصول کره جنوبی سال ۲۰۱۳ با بازی کیم هه سو، اوه جی هو، جونگ یو می، لی هی جون، جون هه بین و جوکوان است. این مجموعه از ۱ آوریل تا ۲۱ مه ۲۰۱۳، روزهای دوشنبه و سه‌شنبه ساعت ۲۲:۰۰ (کی‌اس‌تی) از کی‌بی‌اس۲ پخش شد. کیم هه سو به خاطر عملکردش برندهٔ جایزه دسانگ در جوایز درامای کی‌بی‌اس ۲۰۱۳ شد.
این مجموعه بر پایه مجموعه تلویزیونی ژاپنی هاکن نو هینکاکو (ハケンの品格 Haken no Hinkaku) است.
عنوان کاری اولیهٔ این مجموعه برگرد خانم کیم (انگلیسی: Come Back, Miss Kim؛‏ کره‌ای: 돌아와요 미스김; لاتین‌نویسی اصلاح‌شده: Dorawayo Miseugim) بود.

## بازیگران

### اصلی
- کیم هه سو در نقش خانم کیم[۸]
- اوه جی هو در نقش جانگ گیو جیک
- جونگ یو می در نقش جونگ جو ری
- لی هی جون در نقش مو جونگ هان
- جون هه بین در نقش گوم بیت نا
- جوکوان در نقش که کیونگ وو[۹]